# Klon ginnala
Klon ginnala (Acer tataricum subsp. ginnala (Maxim.) Wesm.) – podgatunek klonu tatarskiego należącego do rodziny mydleńcowatych (Sapindaceae Juss.). Występuje naturalnie w północno-wschodnich Chinach (między innymi w Mandżurii), na Półwyspie Koreańskim oraz w Japonii. Bywa sadzony w Europie jako wytrzymały krzew ozdobny.

## Morfologia
PokrójZrzucające liście małe drzewo lub krzew. Dorasta do 6 m wysokości. Mają szeroką, zaokrągloną, gęstą i nisko osadzoną koronę i cienkie pędy.
LiścieUlistnienie jest naprzeciwległe. Ich blaszka liściowa mierzy 4–9 cm długości oraz 3–6 cm szerokości, jest podwójnie ząbkowana, potrójnie klapowana (czasami 5-klapowana), środkowa klapa jest z długą, zaostrzoną końcówką. Liście są dość sztywne, ciemnozielone, często mają białe lub różowe plamki, są nieowłosione. Jesienią przebarwiają się na jasnoczerwono.
KwiatyZebrane w wiechy. Kwiaty drobne, zielonkawe lub białe, pachnące.
OwoceOrzeszki ze skrzydełkami ustawionymi pod kątem ostrym lub równoległe.

## Zastosowanie
Roślina ozdobna - owoce (orzeszki) najczęściej mają kolor różowokarminowy. Roślina bardzo odporna na niskie temperatury i niekorzystne warunki środowiska (jedynie nie toleruje gleb zbyt wilgotnych). Kwitnie od lipca do sierpnia. Owoce dojrzewają do sierpnia do października. 